# سای قنطورس
سای قنطورس یک ستاره است که در صورت فلکی قنطورس قرار دارد.